# Thorpe Mandeville
Thorpe Mandeville est une paroisse civile et un village du Northamptonshire, en Angleterre.